# Gussek Haus
Die Gussek Haus Franz Gussek GmbH & Co. KG (Eigenschreibweise: GUSSEK HAUS) war ein deutscher Fertighaushersteller mit Hauptsitz im niedersächsischen Nordhorn.

## Geschichte
1951 gründete Franz Gussek einen Putz- und Maurerbetrieb in Kassel. 1952 wurde die Zweigstelle in Nordhorn zum Sitz des Unternehmens. Noch in den 1950er Jahren traten die älteren Söhne des Gründers, Johann und Bernd Gussek, in das Familienunternehmen ein. Anfang der 1960er Jahre übernahmen sie die in den USA erfolgreiche Timber-Frame-Bauweise und schufen damit die Grundlage für die anlaufende Produktion erster Wandelemente in Hallen und ohne störende Witterungseinflüsse. 1963 bezog das Unternehmen in Nordhorn an der Rovenkampstraße die erste Fertigungshalle und einen kleinen Verwaltungstrakt. Der konventionelle Hausbau wurde eingestellt.
Gussek Haus übernahm 1970 eine ehemalige Triebwagenhalle der Bentheimer Eisenbahn und baute sie zu einer Fertigungsstätte um. Die Kapazität wurde auf zwei Häuser pro Woche vervierfacht. 120 Mitarbeiter wurden insgesamt beschäftigt.
Der jüngere Bruder, der Architekt Franz-Dieter Gussek, trat 1972 ins Unternehmen ein. Das 500. Gussek-Haus wurde 1975 schlüsselfertig übergeben. Das Unternehmen zog 1976 auf ein 5,4 Hektar großes Gelände an der Euregiostraße im neuen Gewerbe- und Industriepark um. Produktionshallen und ein Verwaltungstrakt entstanden. 1981 beschäftigte Gussek Haus 250 Mitarbeiter. F. D. Gussek wurde 1982 einer von drei Geschäftsführern.
Das Unternehmen begegnete 1987 der Krise in der deutschen Bauindustrie, indem es Ausbauhäuser für die Firma allkauf-Haus produzierte. Eine Tochterfirma für den Kellerbau wurde 1990 gegründet. Bernd Gussek schied 1992 als Geschäftsführer aus. Gussek Haus eröffnete 1993 ein Zweigwerk für die Herstellung von Fertighäusern in Elsnigk bei Dessau.
Gussek gründete 1998 für den Bereich von Mitbauhäusern das Schwesterunternehmen „Pro Haus“ in Mönchengladbach. In Nordhorn wurde eine CNC-gesteuerte Fertigung für Massivholz-Treppen aufgenommen. Im gleichen Jahr wechselte Johann Gussek in den Ruhestand. Sein Sohn Frank Gussek wurde Geschäftsführer. 1999 erfolgte eine Ausweitung des Produktionsbereich „Objektbau“, als weitere Sparte wird die Produktion von Dachelementen für den Eigenbedarf sowie der Vertrieb von Dachelementen an Bauträger und Wohnungsbauunternehmen ausgebaut.
Franz-Dieter Gussek zog sich 2009 aus der aktiven Unternehmensführung zurück und steht weiterhin beratend und im Bereich „Projektabwicklung“ zur Verfügung. Für „sein außergewöhnliches Engagement und seinen Einsatz für den Fertigbau“ wurde er mit dem Strebel-Preis ausgezeichnet. Als Gesellschafter blieb er dem Unternehmen erhalten. Frank Gussek wurde alleiniger Geschäftsführer von Gussek Haus, Franz Gussek GmbH & Co. KG.
Gussek Haus gründete 2010 eine Filiale in Frankreich. 2013 überschritt das Unternehmen die Grenze von 15.000 gebauten Häusern. In der neuen „FertighausWelt“ in Wuppertal wurde im Herbst des Jahres ein weiteres, energieautarkes Musterhaus eröffnet („GUSSEK-Plusenergiehaus“). 2014 wurde das Angebot um einen Finanzierungsservice ergänzt. Das Tochterunternehmen Gussek-Finanzierungsservice GmbH mit Sitz nahe Berlin bietet bankenunabhängige Finanzierungskonzepte für Grunderwerb, Hausbau und -kauf sowie Umschuldungen und Anschlussfinanzierungen.
Im August 2024 stellte die Unternehmensgruppe Gussek für drei ihrer zentralen operativen Unternehmen Insolvenzanträge, für Gussek-Haus Franz Gussek, Gussek Haus Kellerbau und Fensterbau Gussek. Als Gründe wurden Umsatzrückgänge sowie Kostensteigerungen für das Material und ein Mangel an Fachkräften genannt. In diesem Zusammenhang bilanzierte das Unternehmen seit seiner Gründung mehr als 20.000 errichtete Häuser. Ende November 2024 berichtete die mit der Insolvenzverwaltung befasste Großkanzlei Pluta, dass mit dem Bauelemente-Hersteller Gerdes ein Investor für Fensterbau Gussek gefunden sei. Potenzielle Investoren für die übrigens Unternehmensteile hätten sich aber zurückgezogen. Es folgte die Auflösung der übrigen Unternehmen der Gruppe, zuletzt im Mai 2025 der Gussek-Haus Franz Gussek Beteiligungsgesellschaft mbH.

## Unternehmen
Schwerpunkt der Tätigkeit der Gussek Haus, Franz Gussek GmbH & Co. KG ist die Fertigung und Montage ein- und zweigeschossiger Wohnhäuser in Holztafelbauweise mit zweischaliger Fassadenkonstruktion in Verblendstein-, Putz- und Holzfassade sowie im Materialmix. Zum Unternehmen gehören ferner folgende Produktionssparten und Tochterunternehmen:
- Seit Beginn der 1970er Jahre ist Gussek Haus neben dem privaten Eigenheim auch als Generalunternehmer für Objektbauten für Gewerbe und Industrie tätig.
- In der Niederlassung Elsnigk werden Fenster und Außentüren produziert.
- Im Stammsitz in Nordhorn werden Holztreppen für den Innenausbau von Wohn- und Gewerbeimmobilien produziert.
- Die Gussek Haus-Kellerbau GmbH erstellt Bodenplatten und Keller (vom Wannen- bis zum Sandwichkeller).
- Die GUSSEK-Finanzierungsservice GmbH ist ein bankenunabhängiger Partner für das gesamte Thema Hausbau-Finanzierung

## Auszeichnungen
- 2005 wurde das Gussek Haus Modell Futura mit dem „Golden-Cube“ ausgezeichnet.[5]
- Ende 2009 erhielt Franz-Dieter Gussek im Rahmen des „Golden-Cube Awards“ den Strebel-Preis, in Würdigung seiner Verdienste für den Fertigbau.[6]
- 2015 wurde das Gussek Haus Modell Algarve 182 mit dem „Deutschen Traumhauspreis 2015“, 3. Platz in der Kategorie Bungalows, ausgezeichnet.[7]
- 2015 wurde das Gussek Haus-Modell Waldheim mit dem Zertifikat „Nachhaltiges Bauen“ vom Bundesministerium für Umwelt, Naturschutz, Bau und Reaktorschutz (BMUB) ausgezeichnet.[8]
- 2018 wurde das Gussek Haus Modell „Kaiserberg“ mit dem „Deutschen Traumhauspreis 2018“, 2. Platz in der Kategorie Premiumhäuser, ausgezeichnet.[9]
- 2018 wurde das Gussek Haus Modell „Siebenbrunn“ mit dem „Deutschen Traumhauspreis 2018“, 2. Platz in der Kategorie Landhäuser, ausgezeichnet.[10]
- 2018 wurde das Gussek Musterhaus „Alona“ mit dem „FamilyHome Haus-des-Jahres 2018“, Silberpreis in der Kategorie Effizienzhäuser, ausgezeichnet.[11]